# هوانغ ان يوب
هوانغ إن-يوب (هانغل :황인엽)؛ من مواليد 19 يناير 1991) هو ممثل وعارض أزياء كوري جنوبي. وُلد هوانغ إن-يوب في وي-جونغ-بو في 19 يناير 1991. ظهر لأول مرة في التمثيل في 2018 بأدوار رئيسية في دراما الويب. كما أشيد بتمثيله في مسلسل حكاية نوكدو مثل دور بارك دان هوه. حصل على مزيد من الاهتمام خلال أدائه كا جو جا سونغ، قائد كرة السلة الذي يتنمر على ابن «لي دو هيون» في مسلسل 18 مرة أخرى.

## النشأة والتعليم
ولد هوانغ إن-يوب في أويجيونجبو في 19 يناير 1991. ، هو الابن الأكبر، شقيقه الذي يصغره بثلاث سنوات منتج ومغني وكاتب أغاني اسمه إينوف. عاش هوانغ في مدينة دافاو، بالفلبين. خلال سنوات دراسته الثانوية والجامعية، وكان اسمه الإنجليزي ريان ليون، درس المدرسة الثانوية في مدرسة الفلبين نيكاي جين كاي الدولية، وتخرج منها بدرجة البكالوريوس في الفنون الجميلة في تصميم الأزياء في كلية دافاو النسائية الفلبينية.

## الحياة العملية

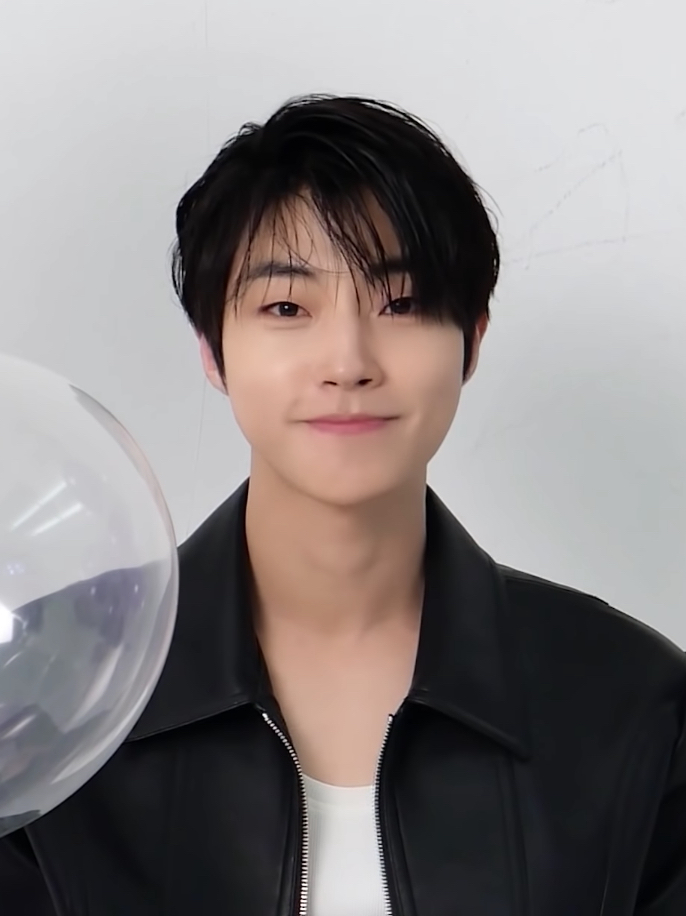
في عام ٢٠٢١

قد اكمل هوانج الخدمة العسكرية الإلزامية قبل دخوله المجال الفني. تلقى تدريبات في مختلف الفنون القتالية مثل التايكوندو (حيث حصل على الحزام الأسود، دان 3)، والهابكيدو والكندو (أو كومدو كما هو معروف في كوريا الجنوبية).

## فيلموغرافيا

### مسلسلات تلفزيونية
| عام       | عنوان             | عنوان           | قناة البث    | الدور       | ملحوظة    | المراجع |
| عام       | عربي              | الاسم الاصلي    | قناة البث    | الدور       | ملحوظة    | المراجع |
| --------- | ----------------- | --------------- | ------------ | ----------- | --------- | ------- |
| 2019      | حكاية نكودو       | 조선로코-녹두전 | كي بي إس 2   | بارك دان هو | دور داعم  | [ 15 ]  |
| 2020      | 18 مرة أخرى       | 18 어게인       | جي تي بي سي  | جو جا سونغ  | دور داعم  | [ 16 ]  |
| 2020–2021 | الجمال الحقيقي    | 여신강림        | تي في إن     | هان سيو جون | دور رئيسي | [ 17 ]  |
| 2022      | لماذا اوه سو جاي؟ | 왜 오수재인가   | إس بي إس     | هونغ تشان   | دور رئيسي | [ 18 ]  |
| 2024      | الاخوة المنتقمون  | 조립식 가족     | جاي تي بي سي | كيم سان ها  |           | [ 19 ]  |

### سلسلة ويب
| عام  | عنوان        | الشبكة      | الدور        | المراجع       |
| ---- | ------------ | ----------- | ------------ | ------------- |
| 2018 | لماذا        | نافير تي في | جي جاي يونغ  | [ 20 ]        |
| 2019 | مبتدئ        | نافير تي في | سيو كيو وون  | [ 21 ]        |
| 2022 | الصوت الساحر | نتفليكس     | نل إيا ديونغ | [ 22 ] [ 23 ] |

### برامج
| السنة | عنوان        | الشبكة | المراجع |
| ----- | ------------ | ------ | ------- |
| 2022  | الشباب إم تي | تيفينج | [ 24 ]  |

## ديسكغرفي

### الموسيقى التصويرية
| عنوان                                 | عام  | الالبوم        | المراجع       |
| ------------------------------------- | ---- | -------------- | ------------- |
| "It Starts Today" (오늘부터 시작인걸) | 2021 | الجمال الحقيقي | [ 25 ]        |
| "I Mean It" (진지해 지금)             | 2022 | صوت السحر      | [ 26 ] [ 27 ] |

## روابط خارجية
- هوانغ ان يوب على موقع IMDb (الإنجليزية)
- هوانغ ان يوب على موقع ميوزك برينز (الإنجليزية)
- هوانغ ان يوب على موقع قاعدة بيانات الفيلم (الإنجليزية)
- هوانغ ان يوب على موقع كينوبويسك (الروسية)
- هوانغ ان يوب في هانسينما